# Venuše a Adonis
Venuše a Adonis (anglicky Venus and Adonis) je první z narativních básní Williama Shakespeara a vůbec první jeho vytištěné dílo (Shakespeare, 2009). Poprvé ji vydal Richard Field ze Stratfordu nad Avonou, Shakespearův vrstevník, v roce 1593 (Dunton-Downer, 2006) a za Shakespearova života vyšla ještě devětkrát (ibid). Dochovala se pouze jediná kopie prvního vydání, což svědčí o značné oblibě básně (Wells, 2004).
Shakespeare ji napsal v době, kdy byla kvůli morové epidemii uzavřena londýnská divadla, a věnoval ji Henrymu Wriothesleyovi, 3. hraběti ze Southamptonu. Stejně tak to bylo s jeho další narativní básní Znásilnění Lukrécie. Jako inspirační zdroj použil desátou knihu starořímského básníka Publia Ovidia Metamorphoses, kterou přeložil Arthur Golding v roce 1567.

## Děj
Krásný a mladý Adonis je na lovu. Potkává se s bohyní lásky a krásy Venuší, která se ho až agresivně snaží svést. Stáhne ho z koně na zem a odmítá jej pustit, dokud ji nepolíbí. Přesvědčuje ho lichotkami, kritikou i odkazy na řád přírody. Adonis ji vytrvale odmítá a pokouší se uniknout.
Když jeho kůň zvětří klisnu a z přirozeného pudu, kterému se Adonis brání, za klisnou uteče, tak se mladík rozzuří. Venuše však neustává v přemlouvání a něžném boji. Adonisovo příkré vysvětlení, že se na lásku cítí příliš mlád, ji přivede do závratě. To mladíka vyděsí tak, až zapomene na svůj odmítavý postoj a křísí ji polibky a dotyky.
Venuše se probouzí a je nadšená, že aspoň částečně uspěla. Nastává noc a bohyně zve Adonise k milování. Ten raději odchází za přáteli, se kterými se chystá druhý den lovit kance.
Venuše je nešťastná a má o něj strach, noc probdí a ráno se ho vydá hledat. Najde už jen jeho zkrvavené tělo. Bohyně pronese proroctví, že láska už nikdy nebude bez smutku. Z Adonisovy krve vyraší rudá květina, Venuše si ji utrhne a odchází truchlit.
Zde Shakespearova báseň oproti mýtu i Ovidiovu zpracování končí. Láska nebyla naplněna a hlavní mužská postava básně zůstává mrtvá.

## Formální stránka
Báseň je na titulní straně uvozena dvojverším z Ovidiových Amores.
"Vilia miretur vulgus : mihi flavus Apollo
Pocula Castalia plena ministret aqua." (Shakespeare, 2009)
(Ať se dav jeví nad obyčejnými věcmi,
pro mě nechť zlatovlasý Apollón
připraví šálky plné vody z fontány Kastalie.)
Báseň má 199 strof po šesti verších (celkem 1194 veršů), které se rýmují dle schématu ababcc.
Báseň se vyznačuje silným erotickým nábojem, rafinovanou prací s jazykem, formální přesností, promyšlenou strukturou a výraznou vizualizací děje. Autor pracuje jak s konvenčními metaforami sexuální touhy a vášně (jako oheň, hlad, pára), tak s množstvím zvířecích a loveckých metafor. Pro Shakespeara typické zrcadlení děje lze najít ve zmínce o uprchlém Adonidově koni, a jako v zrcadle je i změněné – Adonidův kůň běží za klisnou a ona na jeho milostnou hru přistupuje.
V této narativní básni se objevují i motivy později využité v Shakespearově lyrické poezii, v sonetech (motiv sebelásky a motiv nesmrtelnosti prostřednictvím našich potomků). (Shakespeare, 2009)

## Soudobé vnímání
V době, kdy báseň vyšla, byla poezie chápána jako nadřazená dramatu, určenému nikoliv aristokracii, nýbrž nižším vrstvám (Dunton-Downer, 2006). U vzdělanců proslavila Shakespeara více než jeho dosavadní divadelní hry. Neopětovaná láska či milostná touha byla v době renesance velmi oblíbeným námětem. Shakespeare navíc danou tematiku obrátil – oproti obvyklému vzorci nechal jednostrannou vášní trpět ženu, navíc bohyni.
Krom erotického námětu stojí za úspěchem básně především její elegantní styl, opěvovaný například Francisem Meresem v pojednání Palladis Tamia z roku 1598.
„Kdyby Múzy mluvily anglicky, mluvily by Shakespearovými krásně plynoucími větami.“ (Wells, 2004)

## Adaptace
- 2010/2011 komorní opera v Boston Metro Opera, Shakespearovy verše opatřené hudbou amerického skladatele Zacharyho Wadswortha,
- 2008/2009 muzikálová adaptace v Malthouse Theatre v Melbourne a v Sydney Theatre Company,
- 2006 adaptace básně doprovázená písněmi a tancem v Zombie Joe's Underground Theatre Group v North Hollywood (Kalifornie),
- 2004 loutková inscenace Royal Shakespeare Company, režie Gregory Doran,
- nahrávky recitace,
- využití úryvků do písňových textů.